# Kálmánháza
Kálmánháza is een plaats (község) en gemeente in het Hongaarse comitaat Szabolcs-Szatmár-Bereg. Kálmánháza telt 2109 inwoners (2001).